# Trois jours en Grèce
Pour plus de détails, voir Fiche technique et Distribution.
Trois jours en Grèce est un film français réalisé par Jean-Daniel Pollet et sorti en 1991.

## Fiche technique
- Titre : Trois jours en Grèce
- Réalisation : Jean-Daniel Pollet
- Scénario : Jean-Daniel Pollet
- Photographie : Platon Andronidis
- Son : Dinos Kittou
- Montage : Françoise Geissler
- Production : Ilios Films
- Pays d'origine :  France
- Genre : documentaire
- Durée : 90 minutes
- Date de sortie : Suisse : août 1991[1]